# Clyde Hill (Washington)
Clyde Hill je grad u američkoj saveznoj državi Washington. Prema popisu stanovništva iz 2010. u njemu je živjelo 2.984 stanovnika.